# 한국측량학회 학술상
한국측량학회 학술상은 한국측량학회가 측량 관련 학문 발전에 크게 공헌한 공로를 인정하여 시상하는 학술상이다.

## 역대 수상자
- 2013년 측량 및 지형공간 정보분야에서 학술활동을 활발히 전개한 경남과기대 토목공학과 이석배 교수[1]
- 2018년 미국 캘리포니아주 지역에서 산불로 인하여 황폐화된 지역에서 집중호우에 따른 산사태 발생 범위와 피해량을 GIS기법으로 분석한 논문을 발표한 최현 경남대 토목공학과 교수[2]